# 砦のガンベルト
『砦のガンベルト』（とりでのガンベルト、原題：Chuka）は、1967年制作のアメリカ合衆国の西部劇映画。リチャード・ジェサップ原作の小説を彼自身が脚色、ゴードン・ダグラス監督、ロッド・テイラー主演（兼製作）で映画化。

## あらすじ
ある日、騎兵隊がインディアンの襲撃を受けて全滅した砦を発見した。砦の中には、弾のない民間人の連発銃が1挺落ちていた。1人生き残ったアラパホ族の長ハヌーは、その銃はチャカという白人の男のものだと供述した。
遡ること前年の冬、早撃ちガンマンのチャカは餓死寸前のハヌーに食物を分け与えて立ち去った。ハヌーはこのことに対してチャカに大変な恩義を感じた。
やがてチャカは例の砦にたどり着く。砦の司令官のバロア大佐はその暴君ぶりから、彼に忠実なハンスバッハ軍曹以外の将校や兵士たちから反感を買っていた。チャカはアラパホ族は飢えており、戦いを避けるためには彼らに食べ物を分け与えるべきだとバロア大佐に警告するが、聞き入れられなかった。その夜、砦はアラパホ族の奇襲を受け、チャカが撃退する。バロア大佐はその腕を見込んで彼を雇い入れる。
チャカは砦で働くうち、バロア大佐の秘められた以外な過去を知る。そしてついにある日、砦はアラパホ族の奇襲を受け、壮絶な戦いの幕が開く。

## キャスト
※括弧内は日本語吹替。
- チャカ：ロッド・テイラー（滝田裕介）
- オットー・ハンスバッハ軍曹：アーネスト・ボーグナイン（雨森雅司）
- スチュアート・バロア大佐：ジョン・ミルズ（池田忠夫）
- ルー・トレント：ジェームズ・ホイットモア
- ベロニカ：ルチアナ・パルッツィ
- ハヌー：マルコ・ロペス

※テレビ放映：TBSテレビ「月曜ロードショー」1974年12月16日